# 찰리 패덕
찰스 "찰리" 윌리엄 패덕(Charles (Charlie) William Paddock, 1900년 8월 11일 ~ 1943년 7월 21일)은 미국의 육상 선수이자, 이중 올림픽 금메달리스트였다.
텍사스주 게인스빌에서 태어나 제1차 세계 대전에 해병대 야전포병 중위로 복무하였으며, 서던캘리포니아 대학교에서 수학하였다. 거기서 육상 팀에 활약한 페덕은 단거리 육상 종목들에서 뛰어났다. 전쟁이 끝난 후, 연합국의 군인들이 참여하는 경기에서 100m와 200m를 처음으로 우승하였다.
1920년 안트베르펀 올림픽에서 참가하여 200m에서 2위를 하면서 100m 우승을 하는 자신의 위대한 출세를 가졌다. 400m 계주 팀과 함께 우승하면서 3번째 올림픽 메달을 땄다. 패덕은 경주의 결승전에 날뛰는 자신의 비별한 완료 스타일로 유명해졌다.
이듬해 110 야드를 10.2초에 달렸다. 그 기록은 1956년 100m 세계 기록이 패덕의 시간보다 낮아질 때까지 깨지지 않았다.
1924년 파리 올림픽에서 패덕은 다시 100m와 200m 결승전에 출전하였으나. 4년전보다 성공적이지 못하였다. 100m에서는 5위로 오고, 200m에서 은메달을 땄다. 1928년 자신의 3번째 올림픽 출전을 하였지만, 200m 결승전에 도달하지 못하였다.
육상 활동을 하는 동안 패덕은 몇몇의 신문 관리자 직에 있었다. 1920년대 후반에 몇몇의 영화들에서 연기하였고, 또한 1차 대전 말기 이래 윌리엄 P. 어프셔 소장의 개인 참모이기도 하였다. 1943년 제2차 세계 대전 동안에 둘은 알래스카주 싯카 근처에서 비행기 추락 사고로 전사하였다.